# جیمز اچ دییتریچ
جیمز اچ دییتریچ (انگلیسی: James H. Dieterich؛ زادهٔ ۱۹۴۲ (۸۲–۸۳ سال)) دانشمند اهل ایالات متحده آمریکا و از برندگان جایزه آکادمی ملی علوم است.